# James Dyer
Pour les articles homonymes, voir Dyer.
James Dyer (Roundhill, Charlton Musgrove 1510-1582), est un jurisconsulte britannique.

## Biographie
Professeur au Collège de Middle Temple à Londres, il devient en 1552, président de la chambre des communes (donc porte-parole de la chambre auprès du gouvernement) puis préside à partir de 1560 le tribunal des plaids communs.

## Œuvres
On lui doit un ouvrage qui a fait autorité pour la jurisprudence anglaise : Rapports de diverses matières et décisions choisies des révérends juges et sages de la loi.